# Mauxion

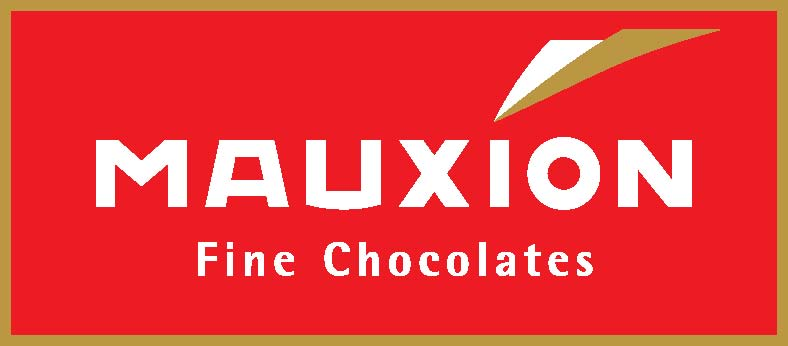
Logo Mauxion-Schokolade

Mauxion ist eine seit 1855 bestehende Handelsmarke für Schokoladenprodukte, die heute der Ludwig Schokolade GmbH & Co. KG gehört. Ludwig Schokolade wiederum gehört zur Krüger-Gruppe mit Sitz in Bergisch Gladbach. Mauxion zählte in der Zwischenkriegszeit zu den Premium-Marken.

## Geschichte

### Gründung in Berlin und Umzug nach Saalfeld

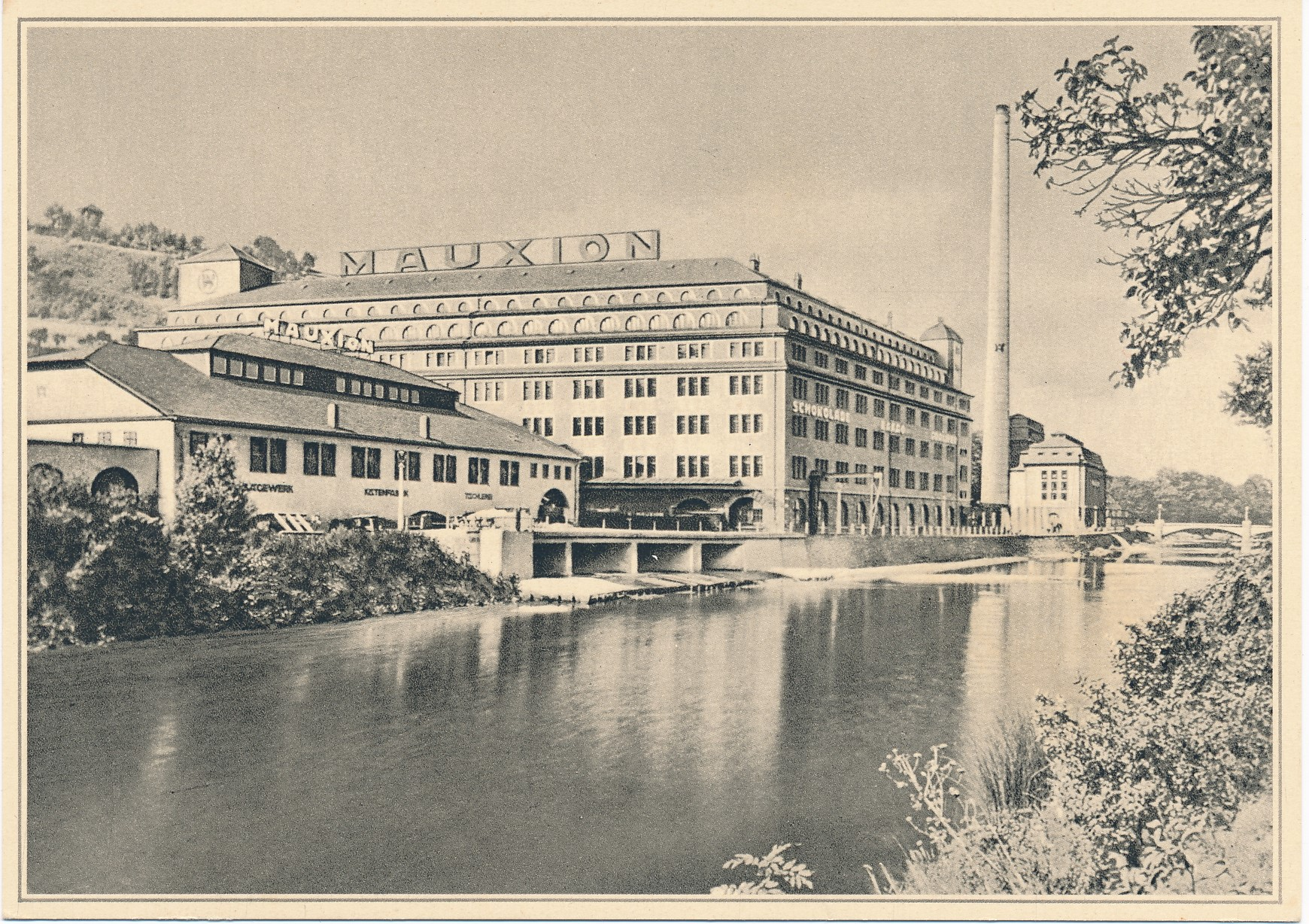
Ehemalige Mauxion-Fabrik in Saalfeld an der Saale (heute Stollwerck)

Am 3. Juni 1855 eröffnete der damals 25-jährige Franzose André Mauxion (1830–1905) als gelernter Confiseur in Berlin eine Confiserie. Diese wurde 1872 um eine eigene Schokoladenproduktion erweitert. André Mauxion übertrug 1895 seinen Söhnen Alfred und Felix die Geschäftsführung und zog sich aus Altersgründen aus dem Unternehmen zurück. Da die Berliner Fabrikräume zu eng wurden, kauften die Söhne die Neumühle bei Köditz in der Nähe von Saalfeld/Saale. Im Winter 1900/1901 siedelte die Fabrik von Berlin nach Saalfeld um. Sie nutzte die Wasserkraft, um neuartige Conchiermaschinen einzusetzen, die das Unternehmen ein Jahr zuvor nach eigenen Plänen konstruieren ließ.
Am 5. September 1911 wurde die bisherige offene Handelsgesellschaft André Mauxion in Neumühle bei Saalfeld an der Saale in die Chocoladenfabrik Mauxion mbH umgewandelt; damit traten drei neue Gesellschafter ein, darunter der spätere Alleineigentümer Ernst Hüther (1880–1944). Die Brüder Mauxion zogen sich aus gesundheitlichen Gründen mehr und mehr aus dem Geschäft zurück. Am 28. Juni 1913 endete die Vertretungsbefugnis von Alfred Mauxion. Ernst Hüther übernahm die Unternehmensleitung und erhöhte am 12. November 1913 das von ihm eingebrachte Stammkapital von 100.000 Mark auf 330.000 Mark. Die Brüder Mauxion verließen zu diesem Zeitpunkt die Stadt Saalfeld und zogen zurück nach Berlin. Sechs Jahre nach seinem Eintritt in das Unternehmen Mauxion übernahm es Ernst Hüther 1917/1918 als Alleininhaber. Hüther stammte aus Pößneck in Thüringen und absolvierte dort eine kaufmännische Lehre bei dem 1876 gegründeten Schokoladenhersteller Robert Berger (heute Schokoladenwerk Berggold). Im Jahr 1909 arbeitete er in Berlin als Generalvertreter der Tangermünder Schokoladenfabrik.

### Entwicklung in Saalfeld unter Ernst Hüther

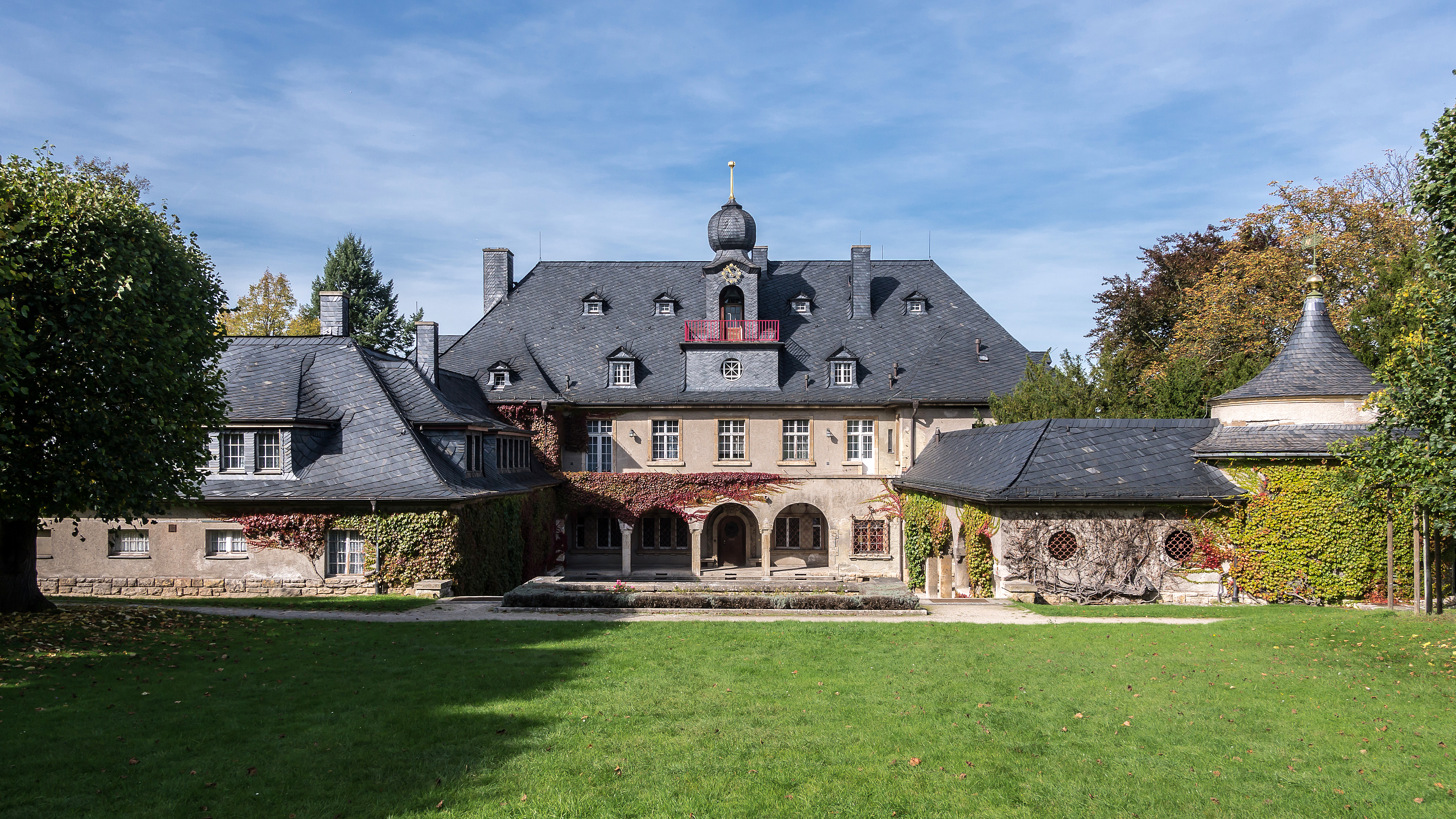
Haus Bergfried mit Park

Die Zeit des Ersten Weltkriegs war die erste große Herausforderung für den neuen Geschäftsführer. Als wegen der Seeblockade Deutschlands durch die britische Royal Navy die Kakao-Lieferungen ausblieben, entwickelte Mauxion ein besonderes Verfahren zur Nutzung von Getreidekeimen. Ersatzlebensmittel wie Nährsuppen und ein sogenannter „Morgentrank“ wurden hergestellt; zeitweise waren es 300 Zentner pro Tag.
Zwischen 1921 und 1928 wurde der größte Teil der alten Mühlenanlagen abgerissen und ein moderner Industriebetrieb errichtet. Die Neubauten waren nötig, weil der Umsatz nach dem Ersten Weltkrieg stetig anstieg. Das spiegelte sich auch in der Zahl der Beschäftigten wider: Von 500 im Jahr 1920 stieg die Zahl der Arbeiter und Angestellten auf etwa 1800 im Jahr 1925. 1924 erzielte das Unternehmen einen Umsatz von 17,4 Millionen Reichsmark. Dieser Wert konnte bis 1933 nicht wieder erreicht werden.
Anfang der 1920er Jahre verzeichnete die Schokoladenproduktion in ganz Deutschland einen rasanten Aufschwung, der im Jahre 1924 seinen Höhepunkt fand. Im Winter 1925/1926 folgte eine Krise, die dem Werk vorübergehend einen gewissen Stillstand brachte. Ausgelöst wurde sie durch die zahlreichen Neugründungen und Fabrikvergrößerungen in Deutschland, in deren Folge eine Überproduktion eintrat. Die Schokoladenfabrik Mauxion geriet in Zahlungsschwierigkeiten, wobei ein Konkurs nur durch die Unterstützung des Thüringer Innenministeriums abgewendet werden konnte. Danach stabilisierten sich die Umsätze. Von 1931 (dem Jahr der Bankenkrise in Deutschland und Österreich) bis 1933 fielen die Umsätze und sanken auf weniger als die Hälfte des Niveaus von 1929. In Anbetracht der Verluste, die das Unternehmen verzeichnete, versuchten die kreditgebenden Banken unter der Führung der Dresdner Bank, in den Besitz von Gesellschaftsanteilen zu kommen. Die Banken kündigten sämtliche Kredite, worauf Hüther alle Zahlungen einstellte und keine Bilanzen mehr vorlegte. Nachdem Vermittlungsversuche gescheitert waren, setzten die beteiligten Banken die Schokoladenfabrik Mauxion in Verzug. Die Commerzbank eröffnete wegen eines Teilbetrags von 200.000 Reichsmark gegen das Unternehmen und auch gegen Ernst Hüther als Bürgen ein Verfahren, das vor dem Landgericht Rudolstadt ausgetragen wurde. Das Urteil am 27. Februar 1936 ging in vollem Umfang zu Gunsten der Commerzbank aus. Daraufhin schaltete sich Otto Eberhardt als Thüringer Gauwirtschaftsberater der NSDAP ein. Unter seinem Druck lenkte das Bankenkonsortium ein. Die Forderungen nach der Ablösung Hüthers von der Geschäftsleitung wurde zurückgenommen. Außerdem fanden sich die Banken bereit, ihre Zinsansprüche deutlich zu reduzieren.
Wie viele andere Unternehmer war Ernst Hüther bemüht, möglichst autark zu sein. So ließ er unter anderen eine eigene Buchbinderei, ein Sägewerk, eine Kistenfabrik, ein Kraftwerk und eine Autohalle errichten und eine Obstplantage anlegen. Eine Ziegelei wurde ebenfalls gekauft. Hüther besaß außerdem zahlreiche Häuser und Werkswohnungen, darunter das Mauxion-Hotel „Roter Hirsch“, die Gaststätte „Das Loch“ und Schloss Wetzelstein. Für sich und seine Familie ließ er die Villa „Bergfried“ anlegen, inklusive eines 20 Hektar großen Landschaftsparks mit Weiherhäuschen, Pförtnerhaus, Gärtnerei und Glockenturm mit Carillon. Den Mitarbeitern standen eine Gartenkolonie und ein Erholungsheim zur Verfügung. Sein von 1922 bis 1924 oberhalb der Fabrik auf einer Anhöhe angelegter Komplex stammt von dem Architekten Max Hans Kühne und dem Büro des Berliner Gartenarchitekten Ludwig Späth. In den 1930er-Jahren besaß Hüther in Saalfeld einunddreißig Immobilien und weitere im nahen Pößneck sowie in Garmisch-Partenkirchen und Frankfurt am Main. Die Stadt Saalfeld war untrennbar verbunden mit der Unternehmerfamilie und ihrer Schokoladenfabrik, die weit und breit der größte Arbeitgeber war.
Während des Zweiten Weltkriegs wurde das Unternehmen in die staatlich gelenkte Kriegswirtschaft einbezogen. Es musste auf andere Erzeugnisse ausweichen und stellte neben Süßwaren kriegswirtschaftliche Nährmittel wie Malzkost, Melakost, Haferkakao, Suppenpulver, Trockenkartoffeln sowie Trockenobst und Trockengemüse her. Ab 1939 wurden 10,5-cm-Granaten, gegen Mitte des Jahres 1940 auch 8,8-cm-Granaten hergestellt. 1943 wurde eine vollständige Fabrikationsstraße mit kompletter Ausrüstung von den BMW-Werken in Eisenach und München nach Saalfeld verlagert, mit der auf eigene Rechnung Flugzeugmotorenzylinder hergestellt wurden. Im August 1944 starb Ernst Hüther.

### Nach dem Zweiten Weltkrieg
Nach dem Zweiten Weltkrieg versuchten Hüthers Erben, die Fabrik wieder auf die Herstellung ziviler Produkte umzustellen. Am 16. Juli 1945 wurde jedoch die Enteignung der Schokoladenfabrik Mauxion verkündet. Daraufhin floh die Eigentümerfamilie Hüther 1947 über die grüne Grenze nach Westdeutschland. Erst am 1. Juni 1948 wurde die Enteignung rechtskräftig vollstreckt und die Schokoladenfabrik zum VEB Mauxion umgewandelt.

#### Im Westen
Von dem im Westen verbliebenen Besitz aus, dem in 1933 geschaffenen Erholungsheim für die Mauxion-Mitarbeiter in Garmisch-Partenkirchen, begann die Familie Hüther unter der Leitung von Werner Hüther (1909–1962), dem ältesten Sohn Ernst Hüthers, mit dem Wiederaufbau des Unternehmens. Es gelang 1949, zunächst unter dem alten Markennamen Produkte in gewohnter Qualität und Ausstattung auf den Markt zu bringen. Einen Teil der Produkte ließ die Familie Hüther von Schoko-Buck in Stuttgart herstellen. 1954 erhielten die Erben Hüthers nach einer gerichtlichen Auseinandersetzung die Rechte an der Marke Mauxion zugesprochen. Im Osten durfte die Schokolade aus Saalfeld danach nicht mehr unter der Marke Mauxion verkauft werden. 1955 wurde das 100-jährige Unternehmensjubiläum mit viel Werbung groß gefeiert. Da jedoch für Verluste in der Ostzone zwei Jahrzehnte hindurch kein Lastenausgleich gezahlt wurde, fehlte es den Erben bald an Kapital und Mauxion geriet in finanzielle Schwierigkeiten. 1958 kam es zu einem außergerichtlichen Vergleich, bei dem das Unternehmen und die Markenrechte an die Leonard Monheim AG übergingen. Nach dem Verkauf der Leonhard Monheim AG 1986 an Suchard wurde die Marke Mauxion in die neu gegründete Ludwig Schokolade GmbH eingebracht.

#### In der DDR
Anfang der 1950er-Jahre wurde die Schokoladenproduktion im VEB Mauxion wieder aufgenommen. Nachdem ab 1954 die Marke Mauxion in der DDR nicht mehr verwendet werden durfte, wurde die Schokoladenfabrik in Saalfeld 1955 in VEB Rotstern umbenannt. Das Werk in Saalfeld war die größte Schokoladenfabrik der DDR. 1966 erfolgte im Rahmen der Zentralisierung der DDR-Wirtschaft die Zusammenlegung des VEB Rotstern mit dem Werk Berggold Pößneck zum VEB Thüringer Schokoladenwerke (bis 1990 im Kombinat Süßwaren).

### Nach der deutschen Wiedervereinigung

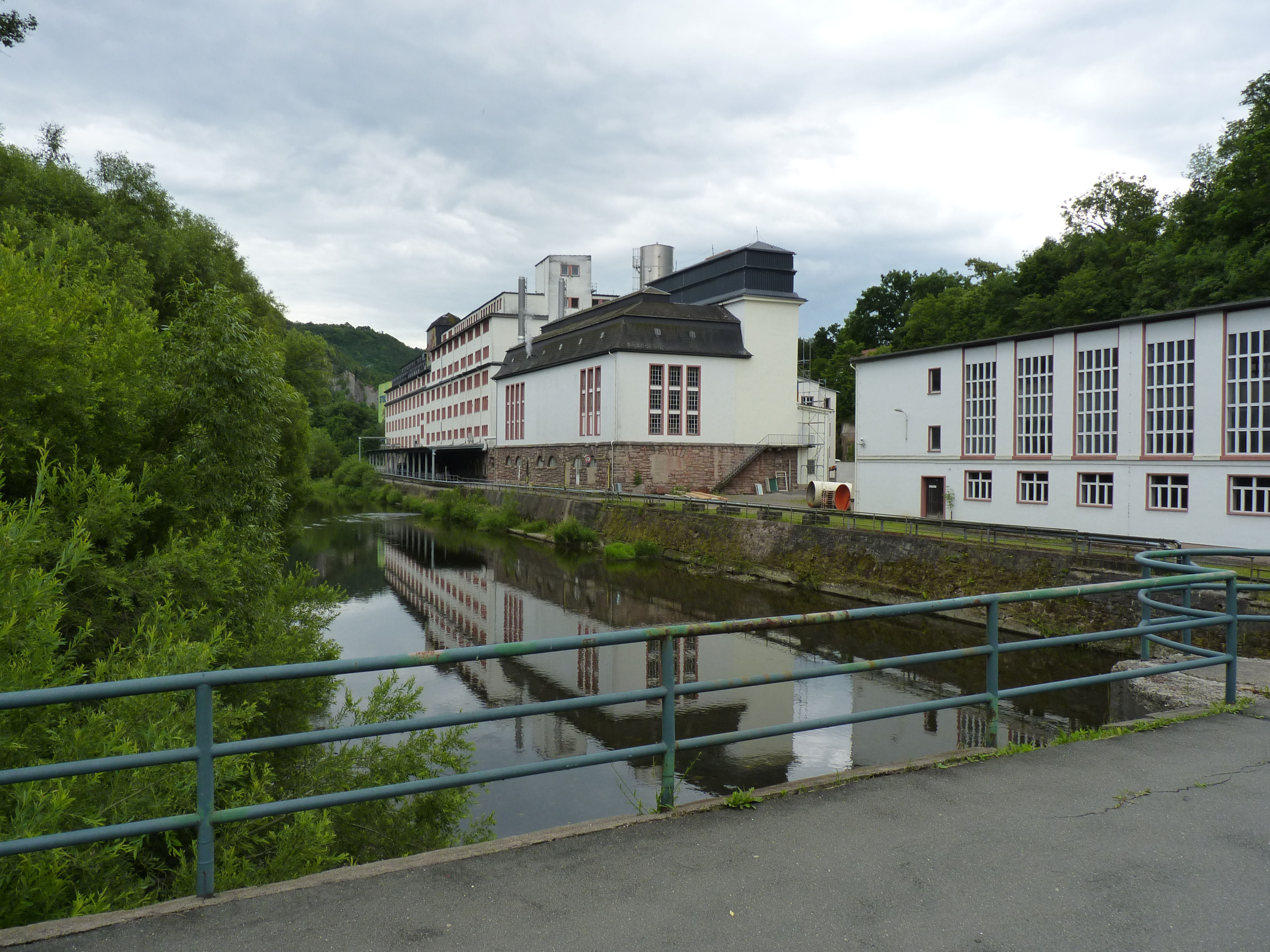
Schokoladewerk Saalfeld 2017

Im Januar 1991 übernahm Stollwerck die Schokoladenfabrik in Saalfeld. Das Werk liefert jetzt Schokolade unter den Marken Stollwerck, Sprengel und Waldbaur, während die Marke Mauxion nach wie vor bei Ludwig Schokolade produziert wird.

## Produkte

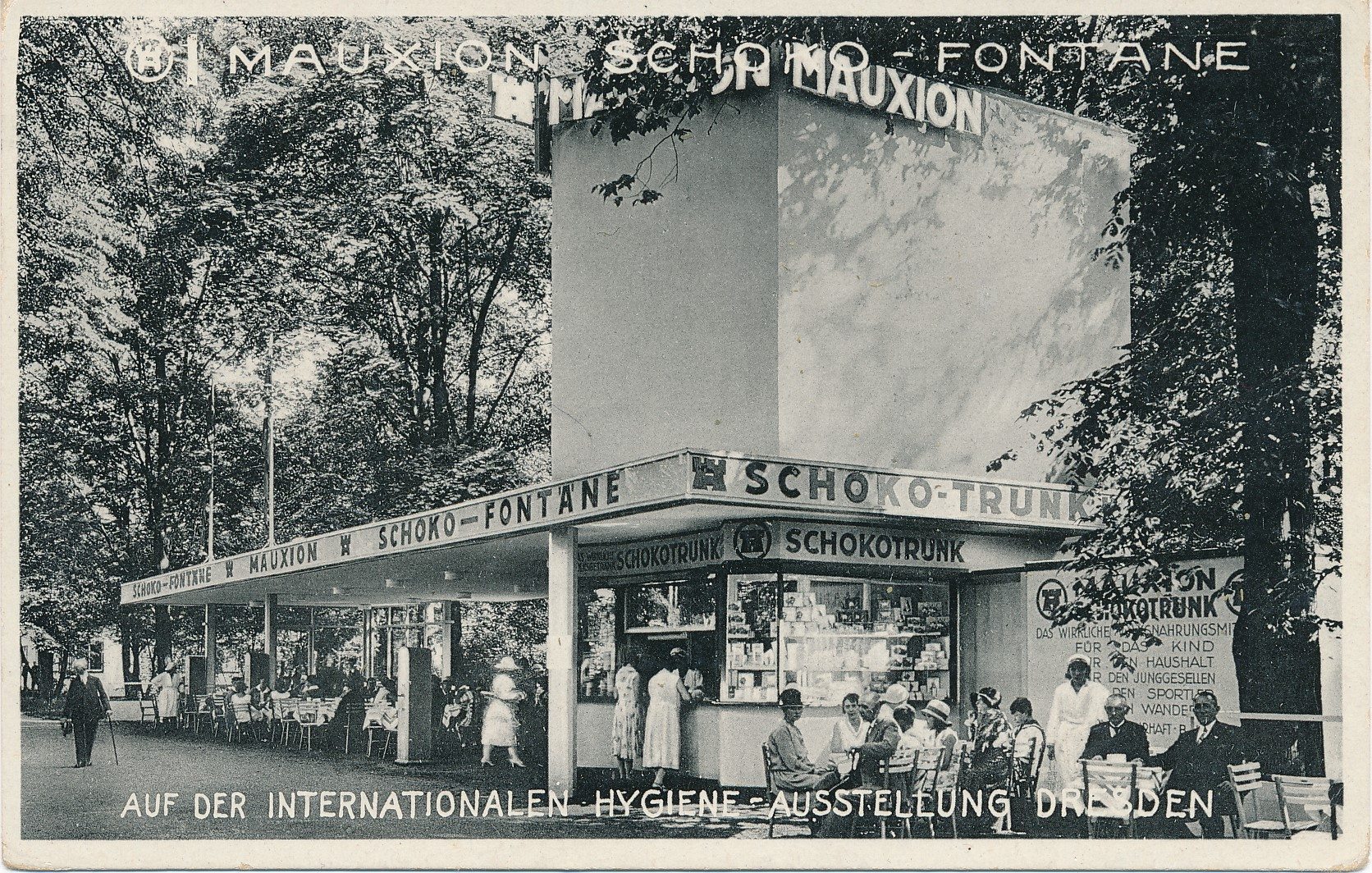
Mauxion Schokotrunk-Verkaufsstand

In den 1920er- und 1930er-Jahren wurden vor allem Kakaopulver und Tafeln produziert. Daneben gab es Pralinen, Desserts und eine Schokoladenmilch in einer mit einer Pappscheibe verschlossenen 0,25-Liter-Flasche, „Schokotrunk“ genannt.

## Werbung

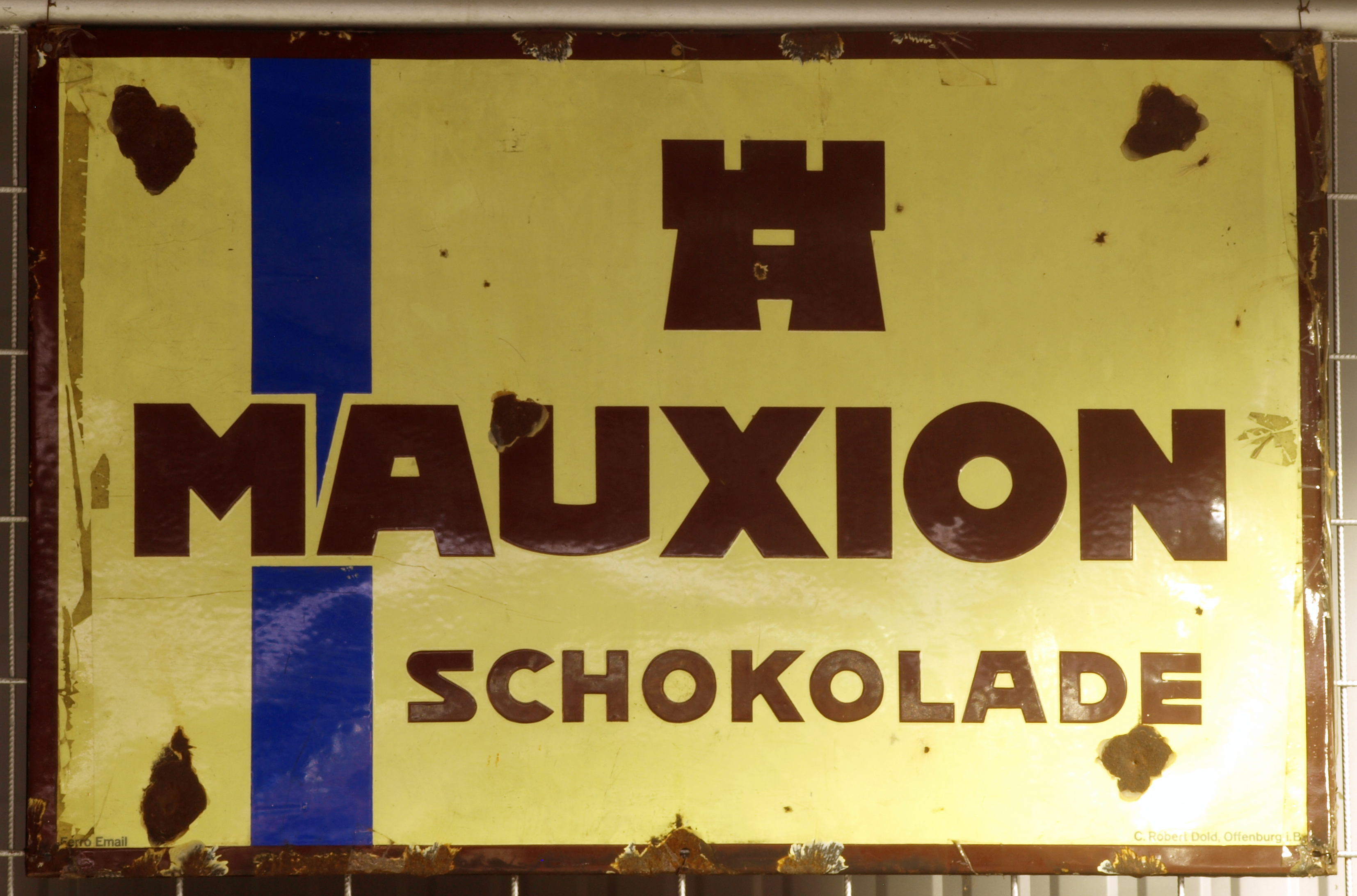
Mauxion-Reklameschild

Die Schokoladenfabrik Mauxion war in der Glanzzeit der 1920er- und 1930er-Jahre bekannt für ihre aufwändigen und Aufsehen erregenden modernen Werbekampagnen. Das Werbelogo des Unternehmens war der zinnenbekrönte Turm, zusammengesetzt aus den Initialen (dem liegenden E und dem stehenden H) von Ernst Hüther. Weitere Markenzeichen waren die charakteristische Blockschrift und das blaue Band. Reklamefilme warben in Lichtspieltheatern für Mauxion-Pralinen und Werbeanzeigen erschienen in Tageszeitungen und Zeitschriften. An Bahnhöfen, Straßen und Plätzen wurde für Mauxion-Produkte geworben. Über Großstädten kreiste das Mauxion-Flugzeug, die fliegende „Schokoladenkiste“, zum einen mit seinem Werbebanner, zum anderen schrieb es Werbetexte in die Luft. Ein Freiballon mit Werbeaufschrift war ebenfalls im Einsatz. Schokoladenjungen, „Mauxion-Buben“ genannt, warben für den Schokotrunk. Typisch waren die Schokoladenautomaten mit dem „Maux-Bub“.

## Musterbetriebe deutscher Wirtschaft
Mauxion wurde bereits 1931 als Musterbetrieb beschrieben. Auch in der Zeit des Nationalsozialismus galt Mauxion bei der Deutschen Arbeitsfront (DAF) als nationalsozialistischer Musterbetrieb, sowohl Ernst Hüther sowie sein Sohn Werner waren am 1. Mai 1937 der NSDAP beigetreten.